# Metachroma montanense
Metachroma montanense är en skalbaggsart som beskrevs av Blake 1970. Metachroma montanense ingår i släktet Metachroma och familjen bladbaggar. Inga underarter finns listade i Catalogue of Life.